# Diakonie Pfingstweid
Die Diakonie Pfingstweid ist ein Sozialunternehmen mit Sitz in Pfingstweid, einem Wohnplatz der zu Tettnang in Baden-Württemberg gehörenden Ortschaft Kau.

## Geschichte
Die Basler Mission erwarb 1849 ein Grundstück, um 1850 mit drei Missionsbrüdern von St. Chrischona aus Basel mit der Arbeit zu beginnen. Man errichtete 1855 eine Kinderrettungsanstalt. Es folgten 1857 eine Missionsschule, 1860 ein Heim für Wandergesellen sowie 1862–1867 eine Heil- und Bewahranstalt für Epileptiker. Im Jahr 1900 zählte man 52 Pfleglinge, die von 17 Personen betreut wurden. 1909 kam es zu einer Brandkatastrophe; es erfolgte ein Wiederaufbau.
In den 1920er Jahren gab man bis zu 47 Bewohnern Versorgung, Wohnung und Beschäftigungstherapie. 
In den Jahren 1940/41 wurden 29 Bewohner von den Nationalsozialisten ermordet, darunter wurden am 1. Februar 1940 24 Menschen in die Tötungsanstalt Grafeneck verbracht und mit Gas umgebracht. 5 wurden zunächst in die Zwischenanstalt Weinsberg gebracht.
1950 erfolgten neue Baumaßnahmen. 1966 zählte man 105 Pfleglinge und 12 Mitarbeiter.
2013 erfolgte die Umbenennung von „Heim Pfingstweid“ in „Diakonie Pfingsweid“, da der Begriff „Heim“ veraltet war. Am 14. März 2014 wurde eine Gedenktafel für die ermordeten Bewohner eingeweiht.

## Struktur
Die Diakonie Pfingstweid betreut heute mehr als 300 Menschen mit unterschiedlichen Einschränkungen. Sie bietet 158 Plätze zum Wohnen in den Wohnungen auf dem weitläufigen und Plätze für 30 Personen in Wohngruppen außerhalb. Sie bietet Wohn- und Arbeitsmöglichkeiten an verschiedenen Orten im Bodenseekreis, in Tettnang, Friedrichshafen und Langenargen sowie eine Reihe von Beratungsangeboten und Ambulanten Diensten. 
Sie beschäftigt rund 300 Mitarbeiter, darunter Heilerzieher, Sozialpädagogen, Arbeitserzieher, Praktikanten und Freiwilligendienstleistende. Sie erwirtschaftet einen Gesamtumsatz von etwa 17 Millionen Euro. 